# Адела Роджерс Сент-Джонс
Адела Нора Роджерс Сент-Джонс (англ. Adela Nora Rogers St. Johns; 20 травня 1894 — 10 серпня 1988) — американська журналістка, письменниця і сценаристка, піонерка кінематографа. Авторка кількох сценаріїв для німого кіно, але найбільший вклад зробила в звукове.

## Біографія
Народилася в Лос-Анджелесі, єдиною дочка видатного адвоката у кримінальних справах Ерла Роджерса і його дружини Гарріет Белл Грін. Вона навчалася у голлівудській середній школі, яку закінчила в 1910 році.
На першу роботу лаштувалася в 1912 році як кореспондентка в газеті San Francisco Examiner. Побачивши її роботи в San Francisco Examiner, Джеймс Р. Квірк запропонував їй роботу у новому журналі Photoplay. Роджерс Сент-Джонс погодилася на роботу, щоб більше часу проводити з чоловіком і дітьми. Її інтерв'ю зі знаменитостями зробили журнал популярним, і вона заробила репутацію «слізливої сестри» через її численні відверті інтерв'ю з голлівудськими зірками.
У середині 1930-х років Роджерс Сент-Джонс переїхала до Вашингтона, округ Колумбія, щоб писати про національну політику для Washington Herald. В 1948 році знову звільнилася, щоб писати книги.
22 квітня 1970 року Адела Роджерс Сент-Джонс була нагороджена Президентською медаллю Свободи.
У 1976, у 82 роки, вона повернулася до репортажів для «Екзаменатора», щоб висвітлювати пограбування банку та судовий процес над Петті Герст, онукою свого колишнього роботодавця. Наприкінці 1970-х Адела Роджерс Сент-Джонс вела мінісеріал про фільми Гейбл, який з'явився на Громадському телебаченні Айови. Приблизно в той же час вона дала інтерв'ю для телевізійного документального серіалу «Голлівуд: Свято американського німого кіно» (1980).
Наступного року Роджерс Сент-Джонс з'явилася разом з іншими діячами початку ХХ століття як одна зі «свідків» у фільмі Воррена Бітті «Червоні» (1981). 
Решту життя провела в Арройо-Гранде, штат Каліфорнія.

### Особисте життя
Адела Роджерс одружувалась тричі і народила чотирьох дітей. Її першим чоловіком був редактор газети Los Angeles Herald-Examiner Вільям Іван Сент-Джонс, з яким вона одружилася в 1914 році. В цьому шлюбі народила двох дітей і розлучилася в 1927. Наступного року пошлюбила футбольну зірку стенфордського університету Річарда Гайленда. В цьому шлюбі народила сина Річарда. Розлучилися в 1934 році. Третій шлюб відбувся з Ф. Патрік O'Тулом в 1936 році, розлучилися в жовтні 1942.
10 серпня 1988 року Адела Роджерс Сент-Джонс померла у санаторії південного округу в Арройо Гранде, штат Каліфорнія, у віці 94 років. Похована в Меморіальному парку Forest Lawn в Глендейлі, штат Каліфорнія.

## Вибрана фільмографія
- 1918: Мічені карти / Marked Cards
- 1925: Леді ночі / Lady of the Night
- 1925: Дівочі посиденьки / Pretty Ladies
- 1931: Вільна душа / A Free Soul
- 1934: Викрадена дитина міс Фейн / Miss Fane's Baby Is Stolen